# Saint-Jacques de Montréal

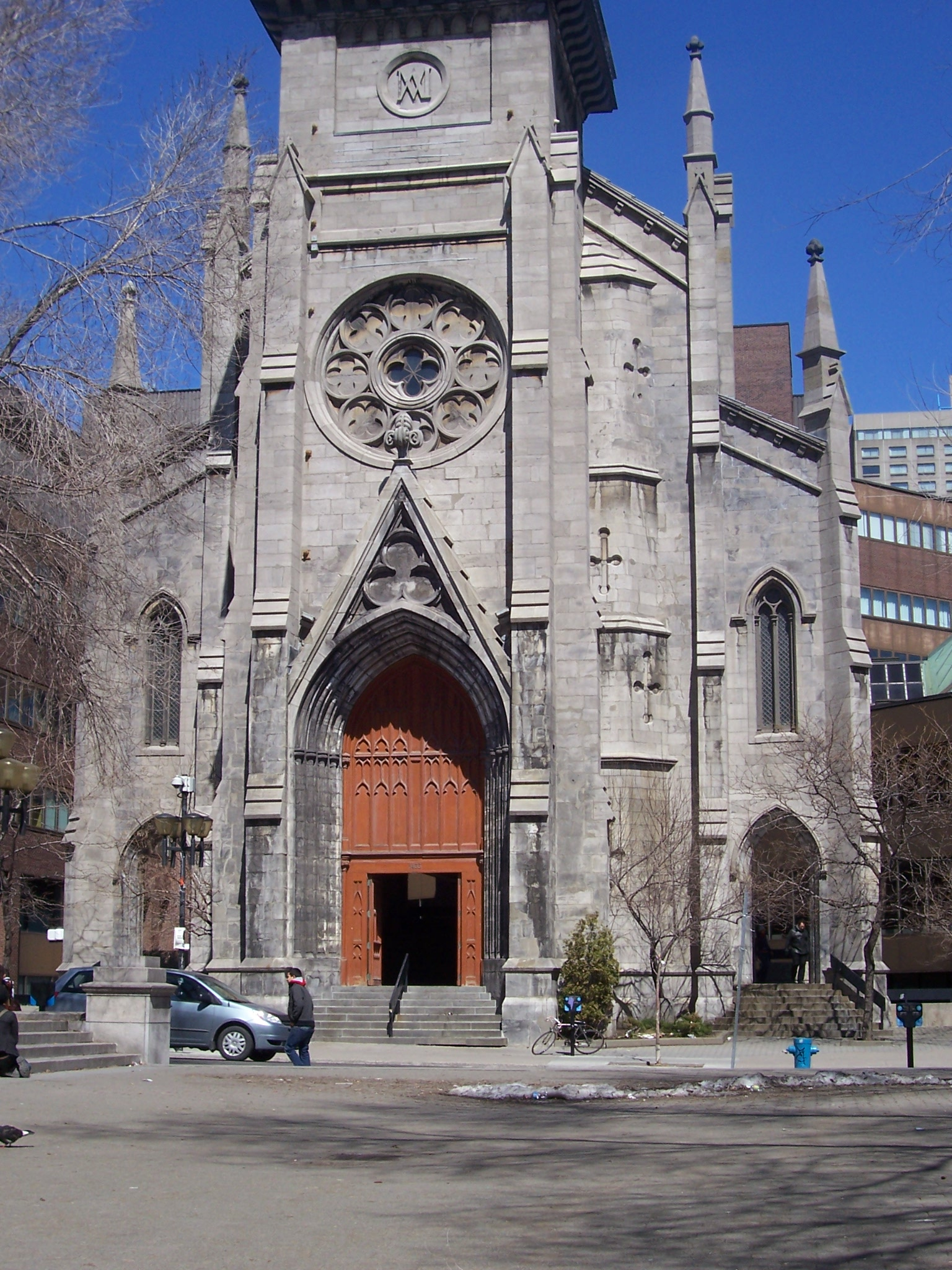
Portal des Querschiffs

Saint-Jacques de Montréal war eine römisch-katholische Kathedrale in Montreal und Sitz des Bistums Montreal. Sie wurde 1825 geweiht und 1852 durch einen Brand zerstört. Ein kleiner Teil blieb erhalten und ist in den Campus der Université du Québec à Montréal (UQAM) integriert.

## Geschichte

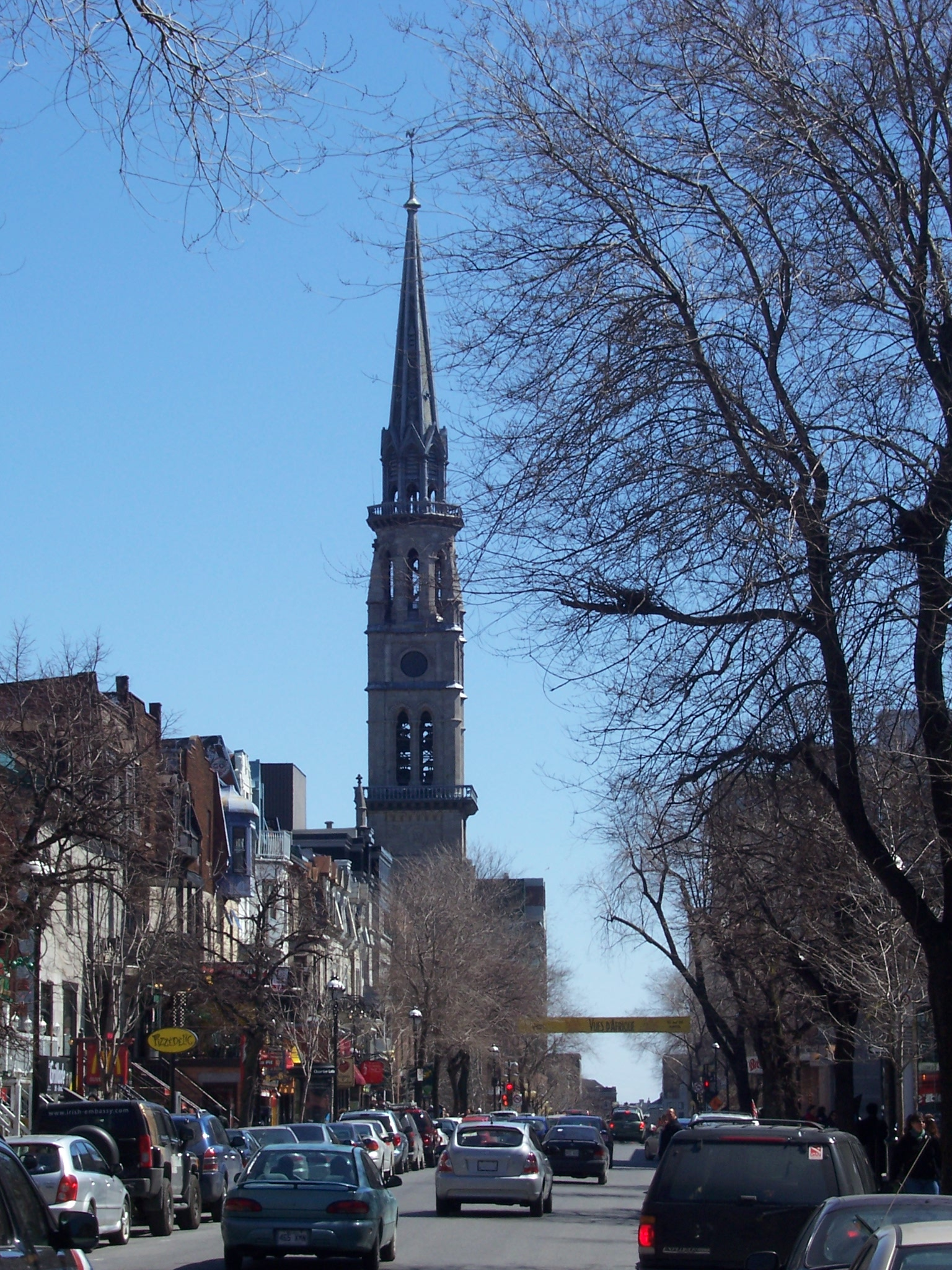
Turm der ehemaligen Kirche Saint-Jacques

1820 erhielt Montreal, das damals noch zum Erzbistum Québec gehörte, einen Weihbischof. Um nicht länger vom damals dominanten Sulpizianerorden abhängig zu sein, plante die Diözese den Bau einer neuen Kirche an der Kreuzung von Rue Saint-Denis und Rue Sainte-Catherine. Am 22. Mai 1823 begannen die Bauarbeiten, die Weihe erfolgte am 22. September 1825. Die Bauaufsicht hatte Ignace Bourget inne, der erste Kaplan. Gewidmet war die Kirche dem Heiligen Jakobus dem Älteren. Am 8. September 1836, nach der Gründung des Bistums Montreal, erhielt sie den Status einer Kathedrale.
Ein verheerender Großbrand zerstörte am 8. Juli 1854 die Kathedrale, zusammen mit 1200 weiteren Gebäuden. Bischof Ignace Bourget beschloss, diese an einem anderen Standort aufzubauen (die Kathedrale Marie-Reine-du-Monde de Montréal). Die zerstörte Kathedrale wurde unter der Leitung des Architekten John Ostell als Pfarrkirche neu errichtet. Allerdings brannte die Kirche 1858, nur ein Jahr nach ihrer Eröffnung, ebenfalls nieder. Victor Bourgeau, einer der bedeutendsten Montrealer Architekten jener Zeit, errichtete 1860 einen zweiten Neubau. Diese Kirche erhielt 1876 einen 85 Meter hohen Turm und 1889 ein Querschiff.
1933 zerstörte ein Brand auch die dritte Kirche, die daraufhin notdürftig instandgestellt wurde. In den 1970er Jahren entstand im selben Stadtviertel der Campus der UQAM. Die Regierung der Provinz Québec stellte 1973 den Kirchturm und das Querschiff unter Denkmalschutz. Architekt Dimitri Dimakopoulos errichtete darum herum den Pavillon Judith-Jasmin, der 1979 eröffnet wurde.